# 竜腹寺
竜腹寺（りゅうふくじ）は、千葉県印西市の大字。郵便番号270-2327。

## 地理
北は滝、北東は中根、東は荒野、南東はみどり台、南は惣深新田飛地、つくりや台、南西は東の原、西は草深、牧の原、北西は滝野に隣接している。

## 歴史
龍ケ崎市の地名の由来は諸説あるが、沼の主である龍が女に化けて現れ、雨を降らせ大雨が降り人々は助かったが、七日後、巨大な龍の体が三つに裂け、天から降ってきた。頭部・胴体・尾それぞれが落ちた場所にその後、「龍角寺」(千葉県印旛郡栄町)、当「竜腹寺」(千葉県印西市)、「龍尾寺」(千葉県匝瑳市)が建てられたとされる。

## 世帯数と人口
2017年（平成29年）10月31日現在の世帯数と人口は以下の通りである。
| 大字   | 世帯数  | 人口  |
| ------ | ------- | ----- |
| 竜腹寺 | 114世帯 | 299人 |

## 小・中学校の学区
市立小・中学校に通う場合、学区は以下の通りとなる。住所によって通う学校が異なるので、詳細は市教育委員会学務課まで問い合わせること。
| 番地 | 小学校             | 中学校             |
| ---- | ------------------ | ------------------ |
|      | 印西市立本埜小学校 | 印西市立本埜中学校 |
|      | 印西市立滝野小学校 | 印西市立滝野中学校 |

## 施設
- 竜腹寺青年館
- 北総浄水場
- マブチモーター技術センター
- 龍腹寺
- 延命地蔵尊
- 諏訪神社
- 厳島神社
- 浅間神社
- 道六神

## 交通

### 道路
- 国道
  - 国道464号
- 主要地方道
  - 千葉県道64号千葉臼井印西線
  - 千葉県道65号佐倉印西線